# Plutarchia
Plutarchia es un género de plantas fanerógamas perteneciente a la familia Ericaceae.  Comprende 13 especies descritas y de estas, solo 5 aceptadas.

## Taxonomía
El género  fue descrito por Albert Charles Smith y publicado en Bulletin of the Torrey Botanical Club 63: 311. 1936. La especie tipo es: Plutarchia rigida (Benth.) A.C. Sm.

## Especies aceptadas
A continuación se brinda un listado de las especies del género Plutarchia aceptadas hasta febrero de 2014, ordenadas alfabéticamente. Para cada una se indica el nombre binomial seguido del autor, abreviado según las convenciones y usos.
- Plutarchia angulata A.C. Sm.
- Plutarchia coronaria (Linden) A.C. Sm.
- Plutarchia ecuadorensis Luteyn
- Plutarchia pubiflora (Wedd.) A.C. Sm.
- Plutarchia rigida (Benth.) A.C. Sm.